# Acutaspis scutiformis
Acutaspis scutiformis är en insektsart som först beskrevs av Cockerell 1893.  Acutaspis scutiformis ingår i släktet Acutaspis och familjen pansarsköldlöss. Inga underarter finns listade i Catalogue of Life.